# Pedrocortesella callitarsus
Pedrocortesella callitarsus är en kvalsterart som beskrevs av Hunt 1996. Pedrocortesella callitarsus ingår i släktet Pedrocortesella och familjen Licnodamaeidae. Inga underarter finns listade i Catalogue of Life.